# 1901 Moravia
Az 1901 Moravia (ideiglenes jelöléssel 1972 AD) egy kisbolygó a Naprendszerben. Luboš Kohoutek fedezte fel 1972. január 14-én.